# Theodorus Hendrik Mac Gillavry

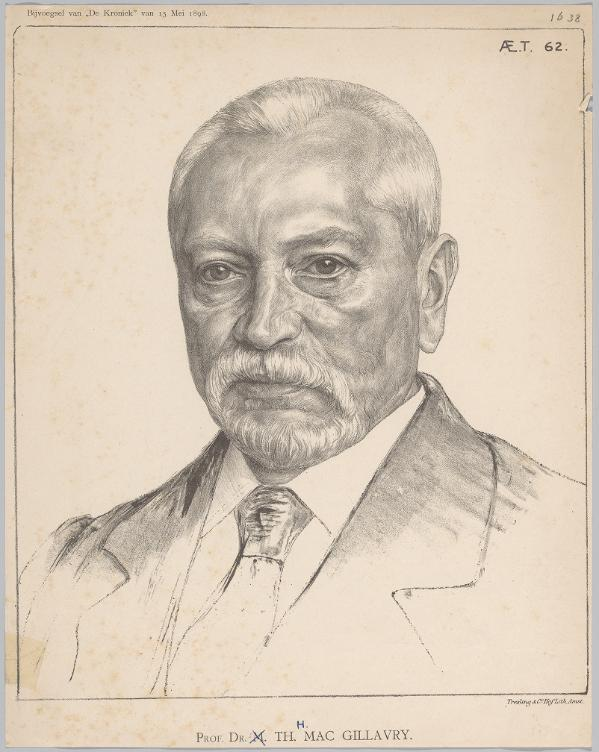
Theodorus Hendrik Mac Gillavry

Theodorus Hendrik Mac Gillavry (* 3. Juni 1835 in Batavia (Niederländisch-Indien, heutiges Indonesien); † 14. Mai 1921 in Den Haag) war ein niederländischer Mediziner.

## Leben
Theodorus Hendrik war der Sohn des Kolonialbeamten in Niederländisch-Indien Hendrik Mac Gillavry (* 3. Dezember 1797 in Zwolle; † 15. Februar 1835 in Surakarta (Niederländisch-Indien)) und dessen Frau Anna Theodora Maurisse (* 30. August 1799 in Leiden; † 24. August 1849 in Surakarta). Nach einiger Zeit in Niederländisch-Indien hatte er seine schulischen Unterweisungen in Zwolle absolviert. 1853 wurde er Schüler der Reichszöglingsschule für Mediziner des Militärs in Utrecht und immatrikulierte sich am 7. Juni 1856 als Student an der Universität Utrecht. Hier wurde er Assistent von Franciscus Cornelis Donders, promovierte am 25. Juni 1858 zum Doktor der Medizin mit dem Thema De oculi accomodationis qualitate und erwarb am 4. November desselben Jahres den Doktor in Heilkunde. Danach war er als Militärarzt in Niederländisch-Indien tätig, kehrte 1863 wegen einer Ruhrerkrankung in die Niederlande zurück und wurde im Januar 1865 aus dem Kolonialdienst aus gesundheitlichen Gründen entlassen.
Im Oktober 1865 wurde er Lehrer für Mathematik an der Industrie- und Handelsschule in Enschede und ab August 1869 an der Reichshöheren Bürgerschule (H. B. S.) in Tilburg. Am 1. April 1872 wurde er Lehrer für Physiologie und Histologie sowie Direktor der Reichs-Veterinärschule in Utrecht. Hier erhielt er 1875 einen Professorentitel und versah das Amt bis 1877. Denn er wurde am 19. September 1877 zum Professor für Pathologie, pathologische Chirurgie und medizinische Politik an die Universität Leiden berufen, welches Amt er am 21. November 1877 mit der Rede De wetenschappelijke beoefening der Ziektekunde übernahm. In Leiden wurde er 1885 Stifter des anatomisch-, pathologisch- und bakteriologischen Boorhave-Labors und beteiligte sich 1897/98 als Rektor der Alma Mater auch an den organisatorischen Aufgaben der Hochschule. Für die letztgenannte Aufgabe hielt er am 8. Februar 1898 die Rektoratsrede de Continuiteit van het doode en het levende.
Aus Altersgründen wurde er am 15. März 1905 emeritiert und verabschiedete sich am 3. Juni des Jahres in den Ruhestand. Danach verlebte er seinen Lebensabend in Den Haag, wo er schließlich verstarb. Mac Gillavry wirkte in mehreren Institutionen und Gesellschaften seiner Zeit. So war er am 4. Mai 1875 Mitglied der königlich niederländischen Akademie der Wissenschaften, Mitglied der Gesellschaft zur Förderung der Veterinärmedizin in Utrecht, 1881 Mitglied der holländischen Gesellschaft der Wissenschaften in Haarlem und 1885 konsultierendes Mitglied der Batavischen Gesellschaft der experimentellen Philosophie in Rotterdam geworden. Zudem ernannte man ihn 1898 zum Ritter des Nordstern-Ordens von Schweden und 1906 zum Ritter des Ordens vom Niederländischen Löwen.

## Familie
Mac Gillavry verheiratete sich am 2. Januar 1866 in Utrecht mit Jannigje Carolina van Geelen (* 4. September 1844 in Semarang (Indonesien); † 9. Januar 1932 in Den Haag), der Tochter des Lehrers Pieter van Geelen (* 24. November 1813 in Woerden; † 15. Januar 1878 in Utrecht) und dessen Frau Jacoba Carolina Beer (* 21. Dezember 1814 in Semarang (Niederländisch-Indien); † 2. November 1899 in Utrecht). Aus der Ehe stammen Kinder. Von diesen kennt man:
- Theodoor Hendrik Mac Gillavry (* 5. April 1867 in Enschede; † 23. Oktober 1949 in Soest)
- Donald Mac Gillavry (* 21. Mai 1869 in Enschede; † 13. Januar 1951 in Heelsum) verheiratet am 22. August 1901 in Hilversum mit Alida Ida Sophia Matthes (* 6. Oktober 1873 in Anjer; † 28. Oktober 1947 in Amerongen)
- Carolina Mac Gillavry (* 22. Oktober 1872 in Utrecht; † 19. Oktober 1950 in Heelsum)
- Anna Mac Gillavry (* 9. September 1874 in Utrecht; † 3. November 1878 in Leiden)
- Ellen Mac Gillavry (* 6. Oktober 1876 in Utrecht; † 20. Juli 1884 in Leiden)
- Anna Emma Mac Gillavry (* 6. November 1878 in Leiden; † 19. Mai 1949 in Nunspeet)
- Charlotte Mac Gillavry (* 20. Dezember 1880 in Leiden; † 16. Juli 1959 in Den Haag) verheiratete sich am 27. August 1903 in Leiden mit Adriaan Neijtzell de Wilde
- Robert Mac Gillavry (* 8. August 1883 in Leiden; † 6. Juni 1940 Pebble Beach (USA))
- Ellen Mac Gillavry (* 18. August 1885 in Leiden) verh. mit E. Douglas in Weltevreden

## Werke
- Die Anatomie der Leber. 1864
- De invloed van den nervus vagus op de ademhalingsorganen. 1866
- De kleuren van cicindela. 1870
- De bepaling der facaal-afstanden voor samengestelde optische stelsels. 1875
- De snijtanden van mus decumonus, proeve eener ontwikkelingsgeschiedenis van het tandglazuur. 1875
- Kunstmatige digestie van cellulose. 1876
- De invloed van bronchiaalkramp op de ademhaling. 1876
- Sympathische ophthalmie. 1878, 1881
- Nier-atrophie en hart-hypertrophie. 1888
- De continuiteit van het doode en het levende. 1898